# Abadía de La Ferté
La abadía de La Ferté es una abadía cisterciense, situada en Saint-Ambreuil, en el departamento de Saona y Loira, Francia.

## Historia
La abadía es una de las cuatro abadías fundadas a partir de Císter, junto a las abadías de  Claraval, Morimond y Pontigny.